# Рене Диаткин
Рене Диаткин (на френски: René Diatkine) е френски психиатър и психоаналитик.

## Биография
Роден е на 6 април 1918 година в Париж, Франция, в еврейско семйство с беларуски произход. През 1939 г. започва да учи медицина. През Втората световна война е мобилизиран два пъти, а докато не е на служба се запознава с Рудолф Льовенщайн в Марсилия. След края на войната през 1946, Диаткин започва да се обучава по психиатрия и психоанализа. Отваря си частна практика заедно с Юлиян де Ауриагуера и работи с хора с езикови и двигателни смущения. След това започва да учи психоанализа и е анализиран от Жак Лакан. На 26 юни 1951 г. става асоцииран член на Парижкото психоаналитично общество, а от 1 юли 1952 и пълноправен член. Продължава да се подлага на анализа този път със Саша Нахт.
Заедно със Серж Лебовичи и Росин Кремо създава през 1958 г. журнала „Психиатрия на детето“. Пак тогава с Лебовичи и Филип Помел основава Асоциацията за душевно здраве.
Диаткин става професор към университетите в Париж и Женева, а през 1991 г. е награден със званието почетен професор. През 1968 става президент на Парижкото психоаналитично общество. Преди това помага да се разпространи психоанализата в Португалия и Испания.
Умира на 2 ноември 1997 година в Париж на 79-годишна възраст.